# Малые Коровинцы
Ма́лые Коро́винцы (укр. Малі Коровинці) — село на Украине, находится в Чудновском районе Житомирской области.
Код КОАТУУ — 1825888404. Население по переписи 2001 года составляет 455 человек. Почтовый индекс — 13221. Телефонный код — 4139. Занимает площадь 1,702 км².

## Адрес местного совета
13220, Житомирская область, Чудновский р-н, с. Тютюнники, ул. Лонского, 3